# Kevin Villodres
Kevin Villodres, né le 26 février 2001 à Malaga en Espagne, est un footballeur espagnol qui joue au poste d'ailier gauche au Málaga CF.

## Biographie

### Málaga CF
Né à Malaga en Espagne, Kevin Villodres est formé par le Málaga CF. Il joue son premier match en professionnel le 16 août 2021 face au CD Mirandés, lors de la première journée de la saison 2021-2022, de deuxième division espagnole. Il est titularisé et les deux équipes se neutralisent (0-0 score final).

### Gil Vicente
Le 23 juillet 2022, Kevin Villodres rejoint le Gil Vicente FC, au Portugal, sous la forme d'un prêt d'une saison avec obligation d'achat sous certaines conditions,.
Villodres joue son premier match pour Gil Vicente le 3 août 2022, lors d'une rencontre qualificative pour la Ligue Europa Conférence 2022-2023 contre le Riga FC. Il entre en jeu et les deux équipes se neutralisent (1-1 score final).

### Málaga CF
Lors de l'été 2023, Kevin Villodres fait son retour au Málaga CF après une saison en prêt à Gil Vicente.